# 马桑巴拉
马桑巴拉是巴西南大河州的一个市镇。总面积1682.821平方公里，总人口4413人，人口密度2.6人/平方公里。